# MAC-11
MAC-11 (Military Armament Corporation Model 11, офіційно як M11 (A1 )) — американський пістолет-кулемет, розроблений Ґордоном Інґремом (англ. Gordon B. Ingram) на початку 1970-х і вироблений Military Armament Corporation. MAC-11 є ще компактнішою версією пістолета-кулемета MAC-10.

## Опис
MAC-11 використовує схему з вільним затвором, при цьому затвор при стрільбі здебільшого набігає на ствол, що значно зменшує довжину зброї. Магазин знаходиться в рукояті. Рукоять зведення затвора розташована зверху ствольної коробки і може бути повернена на 90° блокуючи хід затвора. Стрільба ведеться тільки безперервними чергами.
На стволі є нарізь для установлення глушника.